# San Martino (Breveglieri)
San Martino è un dipinto di Cesare Breveglieri. Eseguito nel 1932, appartiene alle collezioni d'arte della Fondazione Cariplo.

## Storia
Realizzato nel 1932, il dipinto concorse quello stesso anno al pensionato Sarfatti indetto dall'Accademia di Brera, aggiudicandosi il premio acquisto da parte della Fondazione Cariplo.

## Descrizione
Si tratta di un'opera insolita nella produzione di Breveglieri, dedito principalmente al paesaggio, ai ritratti e alla pittura di genere. Il dipinto è incentrato sul disegno e sulla linea, più che sul colore. Risente dell'influenza dei preleonardeschi lombardi ma allo stesso tempo anche del primitivismo di Carrà. Il risultato è comunque in linea con la lirica tipica dell'autore.